# Mormonia obscura
Mormonia obscura är en fjärilsart som beskrevs av John Kern Strecker 1873. Mormonia obscura ingår i släktet Mormonia och familjen nattflyn. Inga underarter finns listade i Catalogue of Life.